# Charonozaur
Charonozaur (Charonosaurus) – rodzaj wymarłego dinozaura, ornitopoda z rodziny hadrozaurów i podrodziny lambeozaurów, najbliższy krewny parazaurolofa. Jest kolejnym kaczodziobym, którego skamieniałości znaleziono nad brzegiem rzeki Amur, w tym wypadku po stronie chińskiej, w skałach datowanych na mastrycht. Należał do największych znanych hadrozaurów. Budową ciała przypominał parazaurolofa.

## Historia
Szczątki dinozaurów kaczodziobych znajdywano nad rzeką Amur, wyznaczającą fragment granicy między Rosją a Chinami, już na początku XX wieku, z tym że te najwcześniejsze znaleziska odkryto po stronie chińskiej. Część z nich zaliczano do rodzajów zaurolof i Trachodon. Rosjanie podjęli dwie wyprawy latem 1916 i 1917. Znaleziono szczątki, które zaliczono do rodziny Hadrosauridae. Riabinin pisał na ich podstawie w 1925 o nowym gatunku w rodzaju Trachodon i w 1930 o rodzaju Manschurosaurus. W drugiej z tych prac badacz przyznał, że holotyp nazwanego przezeń właśnie rodzaju nie stanowi pozostałości pojedynczego zwierzęcia, ale poskładany został ze szczątków różnych osobników. Dziś rodzaj ten uchodzi za nomen dubium. W kolejnej pracy z 1930 Riabinin opisał szczątki zaliczone do rodzaju zaurolof, opisanego w 1912 przez Barnuma Browna na podstawie skamieniałości kanadyjskich. Jednakże gatunek Saurolophus krystofovici również z czasem uznano za wątpliwy.
Od 1975 przypada czas wykopalisk po stronie chińskiej. Wśród licznych, pomieszanych ze sobą kości największy udział miały skamieniałości Lambeosaurinae, pozostałości ankylozaurów, teropodów, krokodyli czy żółwi reprezentują raczej pojedyncze kości czy zęby.
W 2008 ze skał formacji Yuliangze opisano kolejne kaczodziobe, które nazwano Sahaliyania i Wulagasaurus.

## Budowa
Jak zauważają Godefroit i współpracownicy, charonozaur był dużym ornitopodem, sama tylko kość udowa osiąga ponad jeden i jedną trzecią metra i przewyższa w tym względzie wszystkie inne hadrozaury z jednym wyjątkiem szantungozaura Shantungosaurus giganteus.

### Czaszka
Budowa kości ciemieniowej należy do cech diagnostycznych rodzaju. Chodzi tu o jej zaokrągloną powierzchnię grzbietową, a także o brak grzebienia strzałkowego. Ogólnie kość ta jest u zwierzęcia krótka. Kość nadoczodołowa wytwarza guzy kostne pasujące do zagłębień w kości ciemieniowej. Okna nadskroniowe autorzy opisują jako krótkie i szerokie.
Występuje kość łuskowa, której boczna część przykryta jest prawie w całości przez gałąź ogonową kości zaoczodołowej, długą i szeroką zarazem. Cecha ta także stanowi o diagnozie rodzaju. Boczna strona kości łuskowej podwyższona nad jamą kłykciową. Występuje wyrostek postcotyloid process, skrócony brzusznie, osiągający połowę wysokości otworu wielkiego, podobnie jak i inny wyrostek paroccipital process na kości exoccipital. Wspomniana kość zaoczodołowa tworzy swą powierzchnią tylno-grzbietową wzgórek dla grzebienia.
Cechy diagnostyczne stanowią też niskie paroccipital i wyrostek zakłykciowy. Kłykiec potyliczny ma skróconą szyjkę basioccipital neck, mającą powierzchnię stawową ustawioną pionowo. Inną cechą diagnostyczną jest wydatny symetryczny wyrostek skrzydłowy kości klinowej podstawowej. Kość jarzmowa ma wyrostek dziobowy wydłużony w kierunku grzbietowo-brzusznym i symetrycznie zaokrąglony, gdy się nań patrzy z boku.
Autorzy wspominają dobrze rozwinięty ectopterygoid ridge na kości szczękowej, dokładniej po boku, co stanowi cechę typową dla Hadrosauridae, by zaraz zwrócić uwagę na wyrostek grzbietowy, odmienny od stosunków anatomicznych u Hadrosaurinae, bowiem położony za połową kości szczękowej. Kość kwadratowa o wydłużonej powierzchni stawowej nie przedstawia istotnych różnic względem innych kaczodziobych. Otwór paraquadratic foramen nie występuje.
Dobrze rozwinięta kość zębowa odchyla się w dół dziobowo. Tworzony przez nią kąt wynosi około 30°. Autorzy opisu rodzaju podają 40 rzędów zębów tworzących baterie zębowe, skomplikowane struktury służące rozdrabnianiu pokarmu nie ustępujące zębom ssaków. W jednym rzędzie u dorosłego zwierzęcia znajdowało się niedużo, bowiem dwa-trzy wysokie (najwyższa korona mierzy 5,0 cm) zęby, z których jeden bądź dwa działały. Hadrozaury odżywiały się skrzypowymi, paprotnikami, iglastymi czy prymitywnymi okrytonasiennymi, a więc twardym pokarmem, którego gryzienie powodowało ścieranie i zużywanie się zębów. Dlatego prócz zębów używanych przez zwierzę w rzędach czekały rozwijające się kolejne zęby, mające w przyszłości zastąpić te zużyte. Występowała diastema, krótka u młodych i większa u dorosłych osobników charonozaura.

### Szkielet pozaczaszkowy
Kość krzyżowa liczy 9 zrośniętych kręgów.
Kość krucza nie przedstawiała istotnych odmienności względem innych kaczodziobych. Uwagę zwraca na niej hakowaty wyrostek. Kieruje się on głowowo-brzusznie. Wydatny guzek po jego bocznej stronie interpretuje się jako przyczep mięśnia dwugłowego ramienia. Cechą diagnostyczną kości ramiennej jest grzebień mięśnia trójgłowego. Szczególnie dobrze widać go u starszych charonozaurów. Występuje także grzebień naramienno-piersiowy, leżący w dolnej połowie kości. Dobrze rozwinięte musiały być mięsień dwugłowy ramienia i mięsień trójgłowy ramienia. Jako kolejną cechę diagnostyczną autorzy rodzaju podają wydłużone i smukłe przedramię. Zmierzyli oni stosunek całkowitej długości kości do ich szerokości u proksymalnego końca, podając powyżej 6,6 w przypadku kości promieniowej oraz więcej od 6,3 w przypadku kości łokciowej. V kość śródręcza stosunkami wymiarów przypomina należącą do parazaurolofa.
Wyrostek przedpanewkowy na kości biodrowej jest dłuższy niż u jakiegokolwiek innego hadrozaura. Też uznano go za cechę diagnostyczną rodzaju. Jeśli jednak podzielić rozmiar całej kości przez długość rzeczonego wyrostka, otrzymuje się ponad 2,1. Wydatny był antitrochanter. Kość kulszowa kończy się guzowatą stopką. Kość udowa długości 135 cm.

## Systematyka

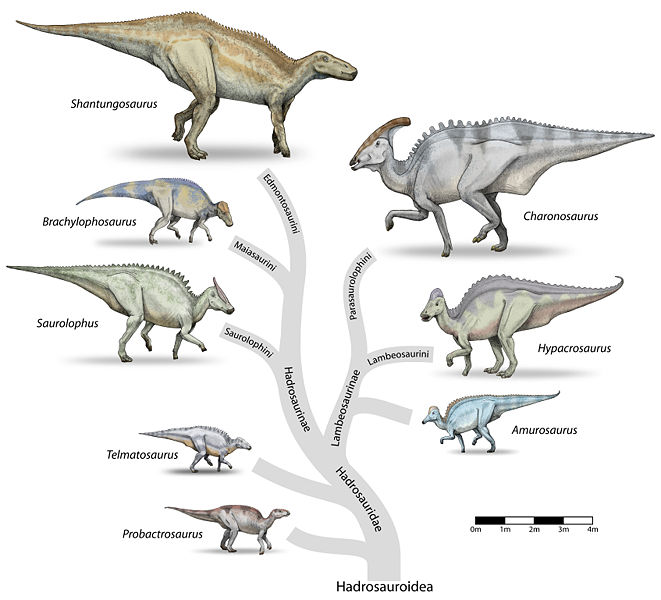
Charonozaur na drzewie rodowym hadrozaurów. Widoczny po lewej na dole probaktrozaur reprezentuje bazalne hadrozauroidy, a ukazany nad nim telmatozaur jest bazalnym przedstawicielem Hadrosauridae. Następnie widać podział na podrodziny lambeozaurynów (po prawej) i hadrozaurów płaskogłowych (po lewej). Bazalne Lambeosaurinae reprezentuje amurozaur, plemię korytozaurów (Lambeosaurini) hipakrozaur, zaś plemię parazaurolofów – charonozaur. Wśród hadrozaurów płaskogłowych plemię Saurolophini reprezentuje zaurolof, plemię Maiasaurini brachylofozaur, zaś plemię Edmontosaurini – szantungozaur

Charonozaur zaliczony został do ornitopodów i hadrozaurów, rodziny obejmującej najbardziej zaawansowane ewolucyjnie ornitopody zaliczane do szerszych grup Hadrosauria i Iguanodontia. Hadrozaury obejmują wszystkich potomków ostatniego wspólnego przodka telmatozaura i parazaurolofa. Dzielą się na podrodziny Hadrosaurinae i Lambeosaurinae. Charonozaura zaliczono do drugiej z nich. Godefroit, Zan i Jin ograniczają się do poziomu podrodziny, zwracają jednak uwagę na bliskie pokrewieństwo nowo opisywanego rodzaju z parazaurolofem. Wydaje im się bliższy temu rodzajowi, niż jakikolwiek inny rodzaj dinozaura. Większa część analiz, idąc dalej, wyróżnia wśród lambeozaurynów dwa główne klady: jeden związany z parazaurolofem oraz drugi z hipakrozaurem i korytozaurem. Prieto-Márquez do tego pierwszego kladu zalicza prócz parazaurolofa właśnie charnozaura, a także Sahaliyania, cytuje też prace mówiące o kladzie złożonym z charonozaura i trzech gatunków parazaurolofa, Sahaliyania łącząc natomiast w klad z amurozaurem.
Autorzy opisu charonozaura przeprowadzili analizę filogenetyczną, w efekcie prezentując następujący kladogram:
|  | Corythosaurus, Hypacrosaurus, Lambeosaurus                        |
|  |                                                                   |
|  | \| \| Charonosaurus \| \| \| \| \| \| Parasaurolophus \| \| \| \| |
|  |                                                                   |
|  | Charonosaurus                                                     |
|  |                                                                   |
|  | Parasaurolophus                                                   |
|  |                                                                   |

|  | Charonosaurus   |
|  |                 |
|  | Parasaurolophus |
|  |                 |

|  | Corythosaurus, Hypacrosaurus, Lambeosaurus                        |
|  |                                                                   |
|  | \| \| Charonosaurus \| \| \| \| \| \| Parasaurolophus \| \| \| \| |
|  |                                                                   |
|  | Charonosaurus                                                     |
|  |                                                                   |
|  | Parasaurolophus                                                   |
|  |                                                                   |

|  | Charonosaurus   |
|  |                 |
|  | Parasaurolophus |
|  |                 |

|  | Corythosaurus, Hypacrosaurus, Lambeosaurus                        |
|  |                                                                   |
|  | \| \| Charonosaurus \| \| \| \| \| \| Parasaurolophus \| \| \| \| |
|  |                                                                   |
|  | Charonosaurus                                                     |
|  |                                                                   |
|  | Parasaurolophus                                                   |
|  |                                                                   |

|  | Charonosaurus   |
|  |                 |
|  | Parasaurolophus |
|  |                 |

|  | Corythosaurus, Hypacrosaurus, Lambeosaurus                        |
|  |                                                                   |
|  | \| \| Charonosaurus \| \| \| \| \| \| Parasaurolophus \| \| \| \| |
|  |                                                                   |
|  | Charonosaurus                                                     |
|  |                                                                   |
|  | Parasaurolophus                                                   |
|  |                                                                   |

|  | Charonosaurus   |
|  |                 |
|  | Parasaurolophus |
|  |                 |

|  | Corythosaurus, Hypacrosaurus, Lambeosaurus                        |
|  |                                                                   |
|  | \| \| Charonosaurus \| \| \| \| \| \| Parasaurolophus \| \| \| \| |
|  |                                                                   |
|  | Charonosaurus                                                     |
|  |                                                                   |
|  | Parasaurolophus                                                   |
|  |                                                                   |

|  | Charonosaurus   |
|  |                 |
|  | Parasaurolophus |
|  |                 |

|  | Corythosaurus, Hypacrosaurus, Lambeosaurus                        |
|  |                                                                   |
|  | \| \| Charonosaurus \| \| \| \| \| \| Parasaurolophus \| \| \| \| |
|  |                                                                   |
|  | Charonosaurus                                                     |
|  |                                                                   |
|  | Parasaurolophus                                                   |
|  |                                                                   |

|  | Charonosaurus   |
|  |                 |
|  | Parasaurolophus |
|  |                 |

|  | Corythosaurus, Hypacrosaurus, Lambeosaurus                        |
|  |                                                                   |
|  | \| \| Charonosaurus \| \| \| \| \| \| Parasaurolophus \| \| \| \| |
|  |                                                                   |
|  | Charonosaurus                                                     |
|  |                                                                   |
|  | Parasaurolophus                                                   |
|  |                                                                   |

|  | Charonosaurus   |
|  |                 |
|  | Parasaurolophus |
|  |                 |

|  | Corythosaurus, Hypacrosaurus, Lambeosaurus                        |
|  |                                                                   |
|  | \| \| Charonosaurus \| \| \| \| \| \| Parasaurolophus \| \| \| \| |
|  |                                                                   |
|  | Charonosaurus                                                     |
|  |                                                                   |
|  | Parasaurolophus                                                   |
|  |                                                                   |

|  | Charonosaurus   |
|  |                 |
|  | Parasaurolophus |
|  |                 |

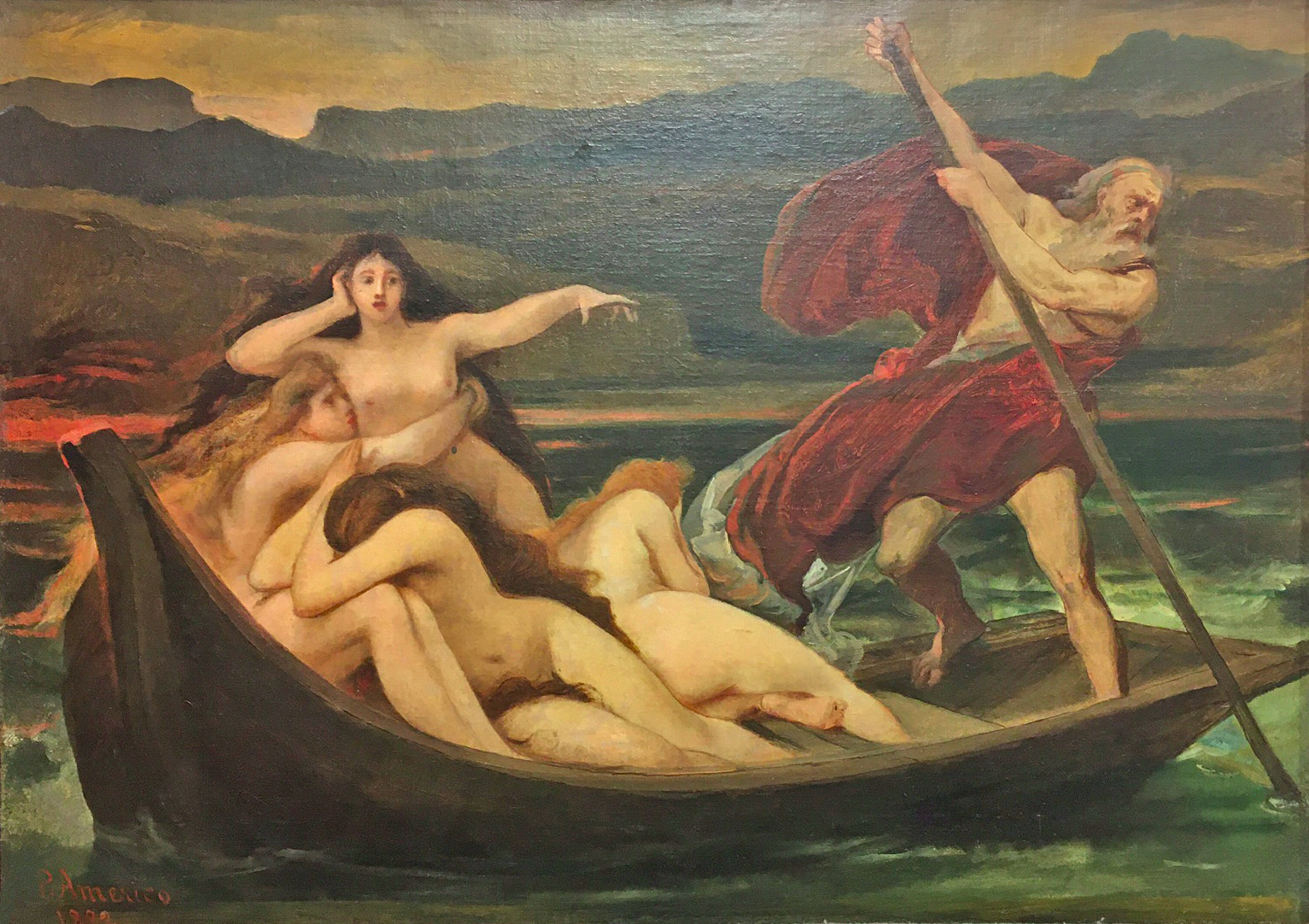
Charonozaur nazwę swą czerpie od mitologicznego Charona, przewoźnika dusz

Pomysł na nazwę rodzajową Godefroit, Zan i Jin zaczerpnęli z mitologii greckiej i rzymskiej. Odnosi się ona do Charona, syna Nocy, przewoźnika dusz przez największą z rzek piekielnych, Styks, wożącego je do krainy umarłych. Dalsza część nazwy bierze swój początek z greckiego słowa sauros oznaczającego jaszczura.
Epitet gatunkowy jedynego gatunku jiayinensis, odnosi się do lokalizacji typowej, za którą obrano południowe brzegi rzeki Amur, 8 km na zachód od wioski Jiayin w chińskiej prowincji Heilongjang. Autorzy podają współrzędne geograficzne tego miejsca jako 48° 53’ N, 130° 27’ E.
Holotyp tego gatunku to fragmentaryczna czaszka przechowywana w Uniwersytecie Nauki i Technologii w Changchun i oznakowana jako CUST J-V1251-57.

## Paleoekologia
Skamieniałości charonozaura znaleziono w skałach formacji Yuliangze. Znajduje się ona na północy chińskiej prowincji Heilongjiang. Podonie jak formacja Udurchukan leżąca na południu obwodu amurskiego powstała ona pod koniec mezozoiku, w mastrychcie. W faunie obu formacji dominują Lambeosaurinae. Należała do nich Sahaliyania. Nad rzeką Amur znaleziono pozostałości nie tylko lambeozaurynów, ale też hadrozaurów płaskogłowych, jak Wulagasaurus, ankylozaurów, teropodów, krokodyli czy żółwi.
Odkrywcy charonozaura wspominają w swojej publikacji o badaniu roślinności formacji Yuliangze. Wraz z drugą wspominaną wyżej formacją należą do palynozone Wodehouseia spinata–Aquilapollenites subtilis (prowincja roślinna Aquilapollenites). Wiąże się ją z wczesnym bądź środkowym mastrychtem.